# Melissen
Die Melissen (Melissa) sind eine Pflanzengattung innerhalb der Familie der Lippenblütler (Lamiaceae). Die etwa vier Arten sind vom Mittelmeerraum bis zum westlichen Malesien verbreitet. Die bekannteste Art dieser Gattung ist die Zitronenmelisse (Melissa officinalis).
Die Bezeichnung „Melisse“ ist aus dem griechischen Wort für die Honigbiene (Melitta) abgeleitet. Weil Bienen von der Pflanze scheinbar angezogen werden, wurden früher vor Bienenhäusern oft Melissen angepflanzt. Die Bienenkästen selbst wurden zusätzlich auch mit dem Pflanzensaft ausgerieben, der aufgrund der antiseptischen Wirkung der Ausbreitung von Krankheiten entgegenwirken sollte.

## Beschreibung

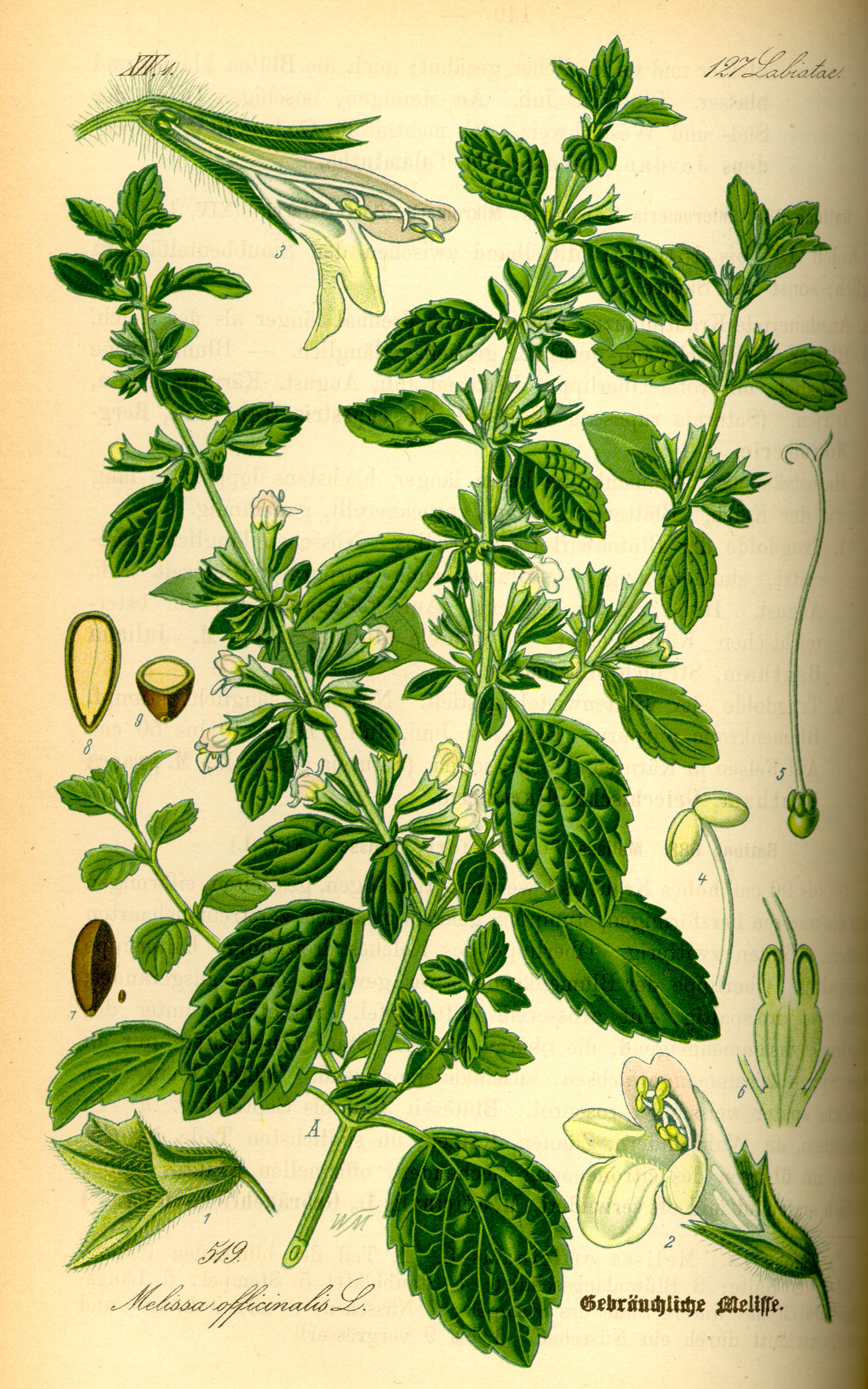
Illustration der Zitronenmelisse (Melissa officinalis)

### Vegetative Merkmale
Die Melissen-Arten sind ausdauernde, krautige Pflanzen.
Die gegenständig angeordneten Laubblätter sind in Blattstiel und Blattspreite gegliedert. Die einfachen Blattspreiten sind meist eiförmig mit gesägtem Blattrand. Die grünen Pflanzenteile duften bei Berührung zitronenartig.

### Generative Merkmale
Jeweils wenig Blüten, stehen in  blattachselständigen Scheinquirlen zusammen. Die Tragblätter sind laubblattähnlich, aber kleiner. Die Deckblätter sind winzig.
Die zwittrigen Blüten sind zygomorph und fünfzählig mit doppelter Blütenhülle. Die fünf Kelchblätter sind röhrig bis glockenförmig verwachsen. Der Kelch hängt nach der Anthese. Der mehr oder weniger behaarte Kelch besitzt 13 Nerven und ist zweilippig mit einer flachen, kurz-dreizähnigen Ober- und einer zweizähnigen Unterlippe. Die weißen, gelblich-weißen bis gelben, rötlichen oder blassrosafarbenen Blütenkronen sind zweilippig. Die Kronröhre ist aufwärts gebogen und oberhalb der Mitte bauchig erweitert. Der Schlund besitzt keinen Haarkranz. Die Oberlippe ist aufrecht oder zurückgebogen, flach bis wenig gewölbt, ausgerandet. Die Unterlippe ist dreilappig. Staubblätter und Griffel sind  länger als die Kronröhre, daher sichtbar. Es gibt vier fruchtbare Staubblätter, zwei längere und zwei kürzere, die zusammenneigen. Die Griffeläste besitzen ungefähr die gleiche Länge und sind zurückgebogen.
Die glatten Klausen sind eiförmig.

## Systematik und Verbreitung
Die Gattung Melissa wurde durch Carl von Linné aufgestellt.
In der Gattung Melissa gibt es nur vier Arten, die in Eurasien und Nordafrika verbreitet sind:
- Melissa axillaris (Benth.) Bakh. f.: Sie ist von Nepal bis ins südliche China und Malesien verbreitet.[1]
- Melissa flava Benth.: Sie kommt im Himalaja und in Tibet vor.[1]
- Zitronenmelisse (Melissa officinalis L.): Die zwei Unterarten[1] sind von Europa und Nordafrika über Südwestasien bis Zentralasien verbreitet.
- Melissa yunnanensis C.Y.Wu & Y.C.Huang: Sie kommt in Tibet und Yunnan vor.[1]

## Anwendung als Heilpflanze
Siehe Hauptartikel Zitronenmelisse (Melissa officinalis).